# Андрей Гропа
Андрей (Андреа) Гропа — албанский феодал, правитель (префект, жупан, господарь) Охрида (ок. 1377 — ок. 1385). Вначале был вассалом прилепского короля Вукашина Мрнявчевича (1365—1371), а после поражения и гибели последнего в битве на р. Марица стал вассалом турок-османов.

## Биография
Представитель албанского знатного рода Гропа. Его предок Пауло Гропа был вассалом короля Неаполя и Сицилии Карла I Анжуйского в Албании.
Во время сербского завоевания Македонии род Гропа также двинулись на юг, став соседями Арианити и Шпата.
После смерти царя Сербии Стефана Уроша Душана (1355) Андреа Гропа был местным правителем в районе Охрида. До битвы на р. Марица (1371) он был вассалом династии Мрнявчевичей. Сербский деспот Вукашин Мрнявчевич (1365—1371), правивший в Западной Македонии, был соправителем царя Сербии Стефана Уроша (1355—1371).
В 1371 году в битве на р. Марица прилепский король Вукашин и его брат Йован Углеша потерпели поражение от турок-османов и погибли. В декабре того же 1371 года после смерти бездетного царя Сербии Стефана Уроша V в Сербском царстве началась анархия и борьба за власть между отдельными феодальными родами. Марко Мрнявчевич (1371—1395), старший сын и преемник Вукашина, не смог объединить сербских феодалов. Марко Мрнявчевич обладал лишь номинальной властью над Сербией и контролировал только район своей столицы Прилепа.
После Марицкой битвы (1371) Йован Драгаш и Константин Деяновичи стали вассалами Османской империи. В 1377 году Вук Бранкович подчинил своей власти Скопье, а Андреа Гропа стал самостоятельным правителем Охрида. Все правители Западной Македонии, в том числе и Гропа, вынуждены были признать свою вассальную зависимость от османского султана Мурада I. В качестве османских вассалов они должны были платить дань и отправлять свои воинские отряды в османскую армию.
Андреа Гропа упоминается как «мегас zupanos» (великий жупан) в греческой надписи на камне, датируемой 1378 годом. Он стал великим жупаном Охрида в Юго-Западной Македонии. В 1379 году он стал ктитором в церкви Богоматери Перивлепты в Охриде.
Согласно хроники Гьона Музаки, Гропа объединился с родами Музаки и Балшичей против прилепского короля Марко Мрнявчевича. Он получил во владение города Кастория и Дебар, став независимым от Марко.
Гропа чеканил собственные монеты. Были найдены монеты, датируемые 1377—1385 годами. На монетах он упоминается с титулом жупана и господаря и надписью: «Po milosti Božijoj župan Gropa». Андреа Гропа был последним христианским правителем Охрида до османского завоевания.
Дата его смерти неизвестна. Хроника Гьона Музаки сообщает, что он не имел никаких потомков, а его владения после смерти перешли к албанскому роду Музаки. Однако наиболее вероятно, что земли Гропы были переданы Марко Мрнявчевичу.

## Семья
Андреа Гропа был женат на Анне (Киранне), дочери Андрея II Музаки. Его шурином был князь Зеты Балша II Балшич. Зятем Андрея Гропы был сербский феодал Охридской области Остоя Раякович (ум. 1379), вассал Марко Мрнявчевича.